# (145166) 2005 JL
145166 (2005 JL) là một tiểu hành tinh vành đai chính được phát hiện ngày 3 tháng 5 năm 2005 bởi James Whitney Young ở Đài thiên văn Núi bàn gần Wrightwood, California.